# Wangaratta Rural City
Koordinaten: 36° 22′ S, 146° 19′ O

Die Rural City of Wangaratta ist ein lokales Verwaltungsgebiet (LGA) im australischen Bundesstaat Victoria um die Stadt Wangaratta. Das Gebiet ist 3645,1 km² groß und hat etwa 28.300 Einwohner.
Die Landgemeinde Wangaratta liegt etwa 230 km entfernt von der Hauptstadt Melbourne im Nordosten von Victoria und schließt folgende Ortschaften ein: Boorhaman, Bobinawarrah, Boralma, Boweya, Bowmans Forest, Bowser, Byawatha, Carboor, Cheshunt, Docker, Dockers Plains, Edi, Eldorado, Everton, Glenrowan, Greta, Hansonville, Killawarra, King Valley, Laceby, Londrigan, Markwood, Meadow Creek, Milawa, Moyhu, Murmungee, Myrrhee, Oxley, Oxley Flats, Peechelba, Rose River, Springhurst, Tarrawingee, Tolmie, Wangaratta, Wabonga, Waldara, Wangandary, Whitfield, Whitlands und Whorouly. Der Sitz des Rural City Councils befindet sich in der Stadt Wangaratta in der Nordhälfte der LGA, die etwa 18.600 Einwohner hat.
Wangaratta liegt am Hume Highway zwischen den Metropolen Melbourne und Sydney und im bergigen Nordosten Victorias nahe an den Skigebieten Falls Creek, dem größten im Staat, und Mount Hotham, dem höchstgelegenen in ganz Australien.

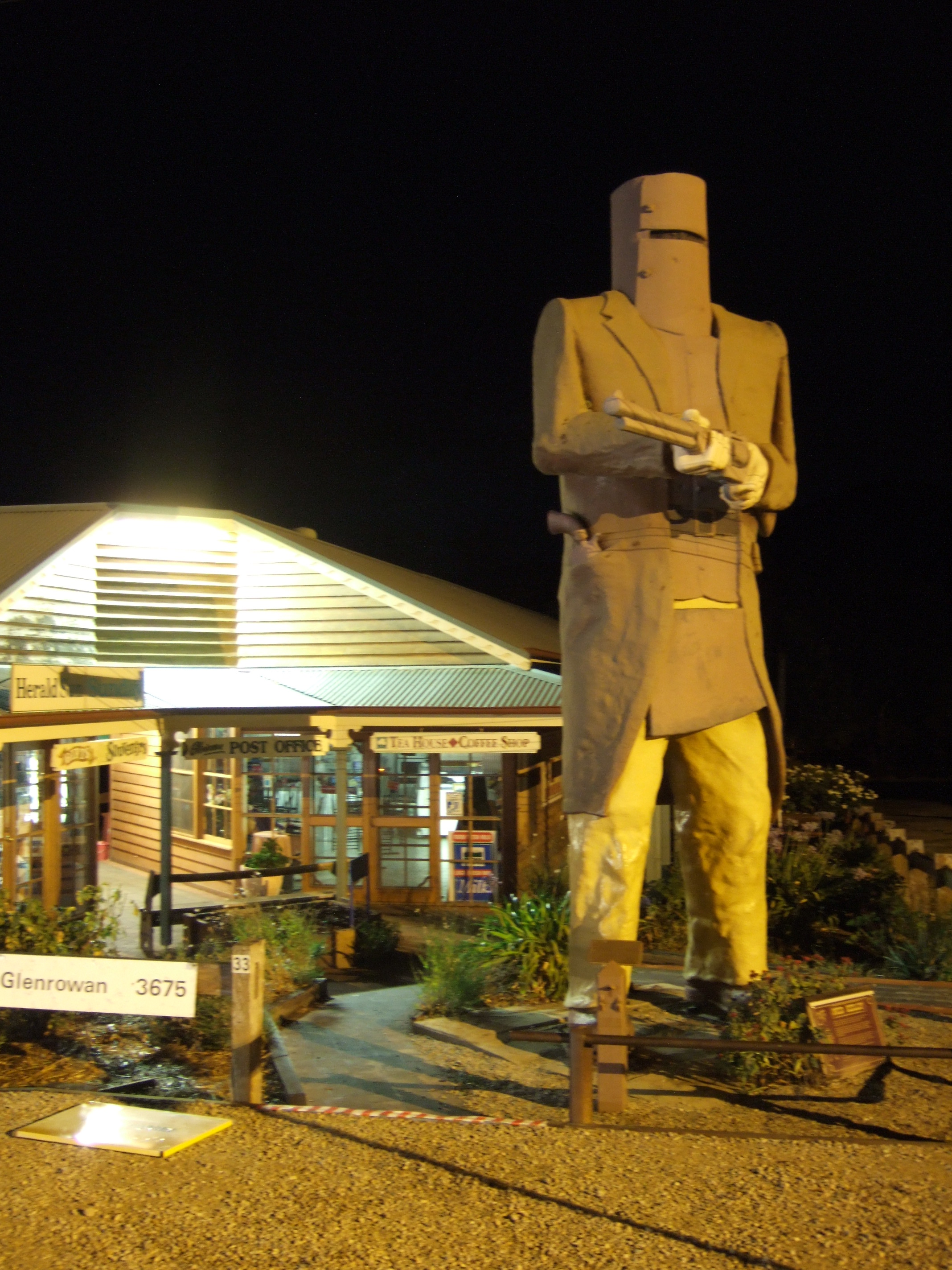
Ned-Kelly-Statue in Glenrowan

Im Gebiet der LGA befindet sich das King Valley mit dem Überschwemmungsgebiet des King River, dem Ovens River und ihren Zuflüssen, was Wangaratta zu einer fruchtbaren, von Landwirtschaft geprägten Region macht. Hier werden Hopfen und Beerenfrüchte angebaut. Der erfolgreiche Tabakanbau nach dem Zweiten Weltkrieg wird mittlerweile vermehrt von Weinanbau abgelöst.
Historisch ist die Region neben ihrer Goldgräbervergangenheit, die in der bekannten Geisterstadt Eldorado zu besichtigen ist, vor allem durch ihre Verbindung zu Nationalheld Ned Kelly bekannt. In Glenrowan hatte er auf der Flucht vor der Polizei in einem Hotel 60 Geiseln genommen. In einer langen Schießerei wurden seine drei Komplizen getötet, er selbst verwundet und festgenommen und später in Melbourne hingerichtet. Eine bekannte, mehrere Meter hohe Ned-Kelly-Statue mit Gewehr und Eisenmaske erinnert im Ort an das Ende des Verbrechers.

## Verwaltung
Der Wangaratta Rural City Council hat sieben Mitglieder, die von den Bewohnern der LGA gewählt werden. Wangaratta ist nicht in Bezirke untergliedert. Aus dem Kreis der Councillor rekrutiert sich auch der Mayor (Bürgermeister) des Councils.